# 今井事務所
有限会社今井事務所（いまいじむしょ）は、日本の芸能事務所。1987年設立。

## 所属俳優

### 現在
- 三田村賢二
- 大森嘉之
- 江端英久
- 福井博章
- 平塚真介
- 新納だい
- 藤本浩二
- 大塚匡将

### 過去
- 渡辺哲
- 福士誠治
- 沢井正棋
- 坂田雅彦
- 竹島正義
- 大谷一夫
- 中村方隆
- 真田幹也
- 吉田雄樹
- 新納敏正
- 大村波彦
- 堀本能礼（所属時に病死した。）
- 仲田敬治